# Obloukově souvislá množina
Obloukově souvislý topologický prostor je pojem z matematiky, konkrétněji z topologie. Je to vlastnost prostoru, v kterém se libovolné dva body dají spojit křivkou.

## Definice
Topologický prostor je obloukově souvislý, pokud každé dva jeho body {\displaystyle A,B\in X} existuje spojitá křivka 
{\displaystyle s:[0,1]\to X,\quad s(0)=A,\,s(1)=B.}
Podmnožina {\displaystyle Y} topologického prostoru {\displaystyle X} se nazývá obloukově souvislá, pokud {\displaystyle Y} je souvislý jako topologický prostor vzhledem k indukované topologii.

## Příklady
1. Euklidovské prostory {\displaystyle \mathbb {R} ^{n}}, {\displaystyle n\in \mathbb {N} _{0}}, uvažované s metrickou topologií jsou obloukově souvislé
2. Hilbertovy prostory ,obecněji topologický vektorový prostor, jsou obloukově souvislé.
3. {\displaystyle \mathbb {R} ^{2}} bez osy {\displaystyle x} není souvislý prostor. Obecná lineární grupa, ani grupa všech Lorentzových transformací nejsou obloukově souvislé. (Nejsou ani souvislé.)

## Tvrzení
Pokud je topologický prostor {\displaystyle X} obloukově souvislý, pak je souvislý. 
Obrácená věta však neplatí. Protipříkladem je množina {\displaystyle \scriptstyle \left\{(0,y)\ {\big |}\ |y|\leq 1\right\}\cup \left\{\left(x,\sin {\frac {1}{x}}\right)\ {\big |}\ x>0\right\}}. Tato množina je souvislá, ale není obloukově souvislá.